# آغاسی هوهانیسیان
آغاسی هوهانیسیان (ارمنی غربی: Աղասի Յովհաննիսեան ارمنی: Աղասի Հովհաննիսյան؛ زادهٔ ۱۹۱۵) یک نویسنده ارمنی‌تبار اهل ایران بود.

## زندگی‌نامه
آغاسی ژ. هوانسیان در ۱۹۱۵ (۱۲۹۱) در تهران به دنیا آمد. تحصیلات خود را در مدرسه هایگازیان تهران به اتمام رسانید. سپس، وارد فعالیت‌های بازرگانی شد و در تمامی طول عمر خود به این امور اشتغال ورزید. در این راستا و به منزلهٔ بازرگانی موفق و اولین ایرانی ای که فعالیت بازرگانی با کشور اتریش را شروع کرده بود موفق به دریافت نشان ملی کشور اتریش در سال ۲۰۰۰ م. از طرف دولت آن کشور شد.
هوانسیان در دو زمینهٔ نویسندگی و ترجمه فعالیت کرده و کتاب‌های راه دهکده (۱۹۶۲م)، «ماجرای یک بیگانه» (۱۹۷۴م)، «زیارت» (۱۹۷۷م)، «بین مرگ و زندگی»(۱۹۷۷م) و سفرنامه‌ها را در دو جلد(۱۹۹۳–۱۹۹۴م) به زبان ارمنی به رشتهٔ تحریر درآورده است. این آثار در تهران، بیروت و ایروان به چاپ رسیده‌اند.
وی از سال ۱۳۲۵ شروع به ترجمهٔ آثار ادبی کرد. از آثار ارمنی: «آفرینش زن نوی» اِلن بوزاند، «بادبان مرگ» وازگن شوشانیان، «روزهای سوخته» و «حلقه ای از زنجیرم» برجوهی بارسقیان، «آرتیست» شیروانزاده، «فقرای شرافتمند» هاکوپ بارونیان، زیبای آ. میریان و چالوی هاماسدق را به فارسی ترجمه و از متون فارسی داستان سگ ولگرد اثر صادق هدایت را به ارمنی برگردانده است.
از نشریات ارمنی زبان با روزنامه «آلیک» و مجلات «هایرنیک»، «آرمنوهی»، «آرپی» و «سپیورک» در ایران و «ماهنامهٔ ناواسارد» در ایالات متحده آمریکا و از نشریات فارسی‌زبان با مجله‌های دریا و پست تهران همکاری نزدیک داشت. او از بنیان‌گذاران و همچنین از همکاران دائمی ماهنامهٔ هور در تهران بود.
در بین این نشریات، روزنامهٔ آلیک جایگاه خاصی برای ایشان داشت. 

در مقاله ای که به مناسبت هفتادمین سالگرد چاپ روزنامهٔ آلیک نوشته شروع فعالیت خود را با این روزنامه از سال۱۹۳۱ م یعنی زمانی که نوجوانی بیش نبود، هم‌زمان با چاپ اولین شمارهٔ آلیک که در آن زمان با نام هفته نامهٔ آلیک چاپ می‌شد، اظهار داشته است و اینچنین توصیف می‌کند: 
‹‹…من در بین دوستانم به عنوان کسی که به زبان فارسی تسلط داشت معروف بودم. در یکی از روزهای تعطیلات نوروزی، با جمعی از آنها در نزدیکی مدرسه مان در چهارراه قوام السلطنه (سی‌تیر کنونی) ایستاده بودیم که یکی از دوستانم به من نزدیک شد و خواست که با او نزد شخصی بروم. با تعجب او را همراهی کردم. در همان نزدیکی وارد ساختمانی شدیم که در بزرگی داشت. وقتی وارد اتاق شدیم متوجه شخصی که پشت میز تحریر نشسته بود شدم. با دقت نگاه کرده و متوجه شدم یکی از دبیران خودم است، آقای هُوسِپ تادئوسیان. دوستم به او گفت: آقای تادئوسیان بالأخره شخصی را که دنبالش بودیم تا به ما کمک کند پیدا کردم. در این موقع، آقای تادئوسیان از جای خود برخاست و با رویی گشاده با دسته ای از کاغذهایی که آدرس‌هایی به زبان ارمنی روی آنها نوشته شده بود به من نزدیک شد و سؤال کرد: آیا می‌توانی این آدرس‌ها را به فارسی ترجمه کنی؟ البته، جواب من مثبت بود. بدین نحو فعالیت من به عنوان مترجم با نشریهٔ آلیک شروع شد. آن روز، به عنوان اولین مزد و پاداش از آقای تادئوسیان یک نسخه از اولین شمارهٔ هفته نامهٔ آلیک را دریافت کردم… از آن زمان همواره با نشریهٔ آلیک ارتباط خود را به‌طور نزدیک خفظ کرده و تا کنون که هفتاد سال از چاپ آن می‌گذرد به طرق مختلف با ترجمه و نوشتن مقاله‌ها این همکاری را ادامه داده‌ام. لیکن اکنون که شما آخرین نوشتهٔ من را مطالعه می‌کنید امیدوارم سی سال دیگر یعنی در جشن صدمین سالگرد چاپ روزنامهٔ آلیک این نشریه همچنان جایگاه خود را به عنوان یکی از قدیمی‌ترین روزنامه‌های کشور حفظ کرده باشد و بتواند ارائه کنندهٔ واقعی فرهنگ و تمدن غنی ارمنیان باشد و من هم در دیار باقی نظاره گر این تحولات باشم. این آخرین نوشتهٔ من در ضمن به عنوان آخرین کلام و وداع من نیز می‌باشد…››.
هوانسیان در عرصه‌های فرهنگی و اجتماعی بسیار فعال و از بنیان‌گذاران گروه تئاتر ارمنی در تهران همچنین از اعضای اولین شورای خلیفه‌گری ارامنه تهران نیز بود و در سال۲۰۰۰م از طرف پیشوای دینی ارامنه، جاثلیق آرام اول، نشان برجستهٔ مسروپ ماشتوس را برای یک عمر فعالیت فرهنگی و اجتماعی خود دریافت کرد. وی از کودکی علاقهٔ زیادی به ادبیات خصوصاً ادبیات هنری داشت. در ابتدا آثار ادبی نویسندگان ارمنی، سپس ایرانی و اروپایی را مورد مطالعه قرار داد. از ادبیات فارسی آثار نویسندگانی چون صادق هدایت، محمدعلی جمالزاده و علی دشتی، از نویسندگان فرانسوی آثار ویکتور هوگو، آندره ژید، الکساندر دوما و از نویسندگان انگلیسی آثار ویلیام شکسپیر مورد علاقه اش بودند.
او احترام خاصی برای نویسندگان و روشنفکران گذشته و همچنین معاصر خود قائل بود. از این رو با آنان ارتباط نزدیکی داشت و در آثارش همواره از تأثیراتی که از این اشخاص پذیرفته یاد کرده است. هوانسیان به ادبیات زبان ارمنی عشق می‌ورزید و به آن همچون گنجینه ای که فارسی زبانان با آن آشنایی کافی ندارند نگاه می‌کرد. او از معدود روشنفکران ارمنی بود که اهمیت بسیاری به اشائهٔ ادبیات ارمنی در میان آنها می‌داد و فعالیت‌های خود را در این زمینه متمرکز و اقدام به ترجمهٔ آثار ادبی ارمنی به زبان فارسی کرده بود.
در مقایسهٔ ترجمه‌های وی با نسخه‌های اصلی شاهد ترجمهٔ هنرمندانه ای هستیم که همواره به سبک‌های متفاوت نگارش آثار نویسندگان متعهد و وفادار باقی مانده است. در نگاهی به آثاری که او خلق کرده است، متوجه سبک نگارش خاص او می‌شویم. سبکی که گاه طنزآلود و گاه جدی به مسائل زندگی می‌پردازد. هوانسیان همواره با تصویرسازی‌های زیبا خواننده را کاملاً تحت تأثیر قرار می‌دهد و او را همراه خود به تمامی صحنه‌هایی که خلق کرده می‌برد. نوشته‌های او گویای بارز شخصیت انسانی اوست. انسانی واقع بین که خوش‌بینانه و هدفمند به زندگی و مشکلات آن نگریسته و هرچه مصمّم تر درصدد حل آنها برآمده است.
واراند کورکجیان از شاعران و نویسندگان ایرانی – ارمنی در نقدی که در مورد آخرین کتاب وی، جلد دوم سفرنامه‌ها، در یکی از شماره‌های روزنامهٔ آلیک نوشته است در توضیح شخصیت انسانی و سبک نگارش هوانسیان می‌نویسد: 
‹‹…علی‌رغم اینکه نوشته‌های وی دور از بحث‌های فلسفی، که باعث سردرگمی خواننده می‌شود، است در عین حال می‌تواند نظرات خود را در مورد مسائل اجتماعی، انسانی و همچنین افکار فلسفی خود با مهارت خاص، زبانی ساده، بی‌آلایش و عاری از پیچیدگی‌های کلامی به خواننده ارائه دهد…››. کورکجیان در ادامه می‌نویسد: ‹‹…هوانسیان از همان ابتدا سدِ بین نویسنده و خواننده را با طنز زیبای خود از بین برده. نویسنده ای است که به حفظ ارزش‌های انسانی و ملی بسیار بها داده. روشنفکری با دید عمیق به مسائل اجتماعی است که همواره از منابع فولکلور در نوشته‌های خود استفاده فراوان می‌کند…».
آغاسی ژ. هوانسیان در سال۲۰۰۲ م در تهران بدرود حیات گفت.

در مراسم چهلمین روز درگذشتش، دکتر هارمیک داویدیان در توصیف شخصیت وی چنین اظهار داشت: 
«… او برای فرزندان و نوه‌هایش پدر و پدربزرگی یگانه، برای دوستان و نزدیکانش دوستی نمونه بود و همواره با سکوتی سرشار از خلوص نیت در عرصه‌های فرهنگی و اجتماعی فعالیت می‌کرد. انسان واقع بین و مثبت نگری که امیدش نسبت به آینده زبانزد همگان بود، دیگر در بین ما نیست، یاد و خاطره اش همواره برای ما جاودان خواهد ماند».